# Elwitegrawir
Elwitegrawir (łac. elvitegravirum) – wielofunkcyjny organiczny związek chemiczny, inhibitor integrazy ludzkiego wirusa niedoboru odporności, stosowany jako lek wzmacniający działanie rytonawiru oraz kobicystatu.

## Mechanizm działania
Elwitegrawir hamuje integrazę HIV poprzez wiązanie się z aktywnym miejscem integrazy i blokowanie etapu transferu łańcucha w procesie integracji retrowirusowego kwasu deoksyrybonukleinowego (DNA). Proces ma kluczowe znaczenie dla cyklu replikacji HIV.

## Zastosowanie

### Stany Zjednoczone
- zakażenie ludzkim wirusem upośledzenia odporności typu 1 (HIV-1) u osób dorosłych leczonych lekami przeciwretrowirusowymi w skojarzeniu z rytonawirem lub z innymi lekami przeciwretrowirusowymi[7].

Elwitegrawir nie jest dopuszczony do obrotu ani w Polsce, ani w Unii Europejskiej (2020).

## Działania niepożądane
Elwitegrawir może powodować następujące działania niepożądane u ponad 1% pacjentów: biegunka, ból głowy, ból brzucha, nudności, wymioty, wysypka, zmęczenie.